# Isaac Circuncisión Martínez Chuquizana
Isaac Circuncisión Martínez Chuquizana MSA (* 1. Januar 1954 in Huarochirí, Region Lima) ist ein peruanischer Ordensgeistlicher und römisch-katholischer Bischof von Cajamarca.

## Leben
Isaac Martínez Chuquizana nahm im Jahr 1970 zunächst eine agrotechnische Berufsausbildung auf, begann aber 1971 mit dem Studium der Philosophie und Theologie. 1975 trat er der Missionsgesellschaft von den heiligen Aposteln bei, in der er am 21. August 1978 die ewige Profess ablegte. Das Sakrament der Priesterweihe empfing er am 1. Mai 1979.
Nach Aufgaben in der ordenseigenen Priesterausbildung und der Pfarrseelsorge studierte er von 1989 bis 1991 im kanadischen Ottawa und erwarb das Lizenziat in Missionswissenschaft. Anschließend war er viele Jahre in Leitungsaufgaben seiner Gemeinschaft tätig. Bis 1995 war er Generalrat und Verantwortlicher für die Ausbildung des Ordensnachwuchses. Von 1995 bis 2006 war er Generalsekretär und von 2007 bis 2017 für zwei Amtszeiten „Animateur général“, also Generalsuperior, seiner Gemeinschaft. Nach dem Ende der zweiten Amtsperiode wurde er Generalverantwortlicher seines Ordens für die auswärtigen Missionen, ein Amt, das ihn nach Vietnam, Indonesien und in die Demokratische Republik Kongo führte. Von 2020 bis zu seiner Ernennung zum Bischof war er Ausbildungsverantwortlicher der Missionsgesellschaft von den heiligen Aposteln für Brasilien und Peru.
Am 23. Oktober 2021 ernannte ihn Papst Franziskus zum Bischof von Cajamarca. Die Bischofsweihe spendete ihm der Apostolische Nuntius in Peru, Erzbischof Nicola Girasoli, am 7. Dezember desselben Jahres in der Kathedrale von Cajamarca. Mitkonsekratoren waren der Erzbischof von Trujillo, Héctor Miguel Cabrejos Vidarte, und der Bischof von Saint-Hyacinthe, Christian Rodembourg MSA.